# أوريلي بيكار
أوريلي بيكار  أو لالة أوريلي بيكار الملقبة بزوجة السيدين، (1849 - 1933)، إمرأة فرنسية مسيحية كاثوليكية استطاعت أثناء الإستعمار الفرنسي للجزائر أن تصبح زعيمةً لطريقة صوفية إسلامية، وكانت حياتها الخيالية موضوعاً للعديد من الروايات، بما في ذلك رواية «جبل عمور» لروجيه فريزون روش [الفرنسية]، ورواية «أميرة الرمال» لجوزيه لينزيني [الفرنسية] ، ورواية «أوريلي التيجاني، أميرة الرمال» لمارث باسين.

## الأهمية
سعى  الإستعمار الفرنسي إلى اختراق المؤسسات الدينية من خلال النفاذ إلى قياداتها بهدف التأثير عليها وتوظيفها لمصالحه. تُعتبر قصة "لالة أوريلي بيكار" مثالاً واضحًا على الدور الذي لعبته المخابرات الفرنسية في صناعة وتطوير الطرق الصوفية، وتوجيهها بما يخدم مصالح فرنسا في البلدان الإسلامية، حيث عملت على تحريف مسار هذه الطرق الروحية والدينية عن أهدافها الأصلية.
لجأت الحكومة الفرنسية إلى اتباع أساليب متعددة لاختراق الطريقة التيجانية، إحدى أبرز الطرق الصوفية في الجزائر. ومن بين هذه الأساليب، نجحت السلطات الفرنسية في تزويج فتاة فرنسية، وهي أوريلي بيكار، بالخليفة العام للطريقة التيجانية. وقد أشرف على هذا الزواج الأب لافيجري، أحد أبرز رموز النشاط التنصيري في العصر الحديث. وبفضل هذا الزواج، تمكنت أوريلي بيكار من السيطرة على شيخ الطريقة التيجانية لمدة ستين عامًا، حيث قضت تلك الفترة متنقلة بين فرنسا وبلدة عين ماضي، مقر الزاوية التيجانية.

## النشأة
ولدت أوريلي بيكار في فرنسا في 12 يونيو 1849، وكان والدها دركيًا خدم في الجزائر في جوقة الشرف ويذكر التاريخ أنه كان فخورا جدا بخدمته تحت العلم وكثيرا ما يردد حكاياته خاصة أنه كان من بين الجنود الفرنسيين الذين استولوا على عاصمة الأمير عبد القادر بن محيي الدين "الزمالة" سنة 1843.
وفي سنة 1861 اتبعت أوريلي والدها  إلى بوردو، الذي أصبح يعمل لدى الجنرال فرواساد، ولما وصل سنها إلى 18 عملت بائعةً في متجر صغير في قصر دارك أون باروا [الفرنسية] (هوت مارن)، وفي هذا الأثناء تعرفت على مدام فرانسوا فريديريك ستيناكرز [الفرنسية] زوجة الحاكم العام للمدينة فاقترحت عليها أن تعمل لديها وصيفة وعلمتها حرفة العزف على البيانو والصولفاج، بعد ثلاث سنوات التحقت عائلة ستيناكر بالحكومة الفرنسية حيث تحول السيد ستيناكر إلى وزير البريد لدى الحكومة، وتعرضت الحكومة الفرنسية لهجوم البروسيين الذي قطعوا الاتصالات والأسلاك الخاصة بمورس مما حدا بها للاستفادة من خدمة الحمام الزاجل في مراسلاتها، وقد عهد الوزير للفتاة أوريلي بهذه المهمة الصعبة مما يدل على الثقة الكبيرة التي وضعها فيها.

### الزواج
من خلال إقامتها في مدينة بوردو، تعرفت على الشيخ عمار أحمد التيجاني من مدينة الأغواط، وذلك أثناء نفي سلطات الاحتلال الفرنسيه له إلى هذه المدينة. كان حينها شابًا يافعًا لم يتجاوز العشرين من عمره، وهو ما أشار إليه الرحالة الإنجليزي أسكوت أكنور بقوله: «وكان شيخ الطريقة فتى جميل الطلعة في الثامنة عشرة من عمره عندما زار مدينة بوردو، حيث استقبله أسقف المدينة وقائدها، بينما كانت مدافع روسيا تدق بوابات باريس عام 1870». في تلك الفترة، تعرف الشاب التيجاني، حفيد أحمد التيجاني، على أوريلي بيكار، بينما كانت تعتني بتربية حمام الزاجل، شعرت بوجود شيء خلفها، وعندما استدارت صرخت بكل قوتها. إذ بها تجد أمامها شابًا وسيمًا، لم تتعرف على ملامحه ولا على لباسه، الذي كان مختلفًا عن المألوف في فرنسا. كان الواقف أمامها هو عمار التيجاني، الذي ورث الطريقة الصوفية عن أبيهِ أحمد التيجاني. ولما سمع صراخها أحد الجنود، تقدم مسرعًا وتحدث مع الخليفة بلغة لم تفهمها، ثم قال لها: «الشيخ يعتذر لك لأنه أزعجك في عملك، ويقول إنكم محظوظون لأنكم تعرفون لغة الطير، ورسولنا يقول إن غناء العصافير هو لغة الملائكة». هذه المغازلة الظريفة تركت أثرًا خاصًا في قلب الفتاة، أما الشاب التجاني فقد سحرهُ شعرها الذهبي وقوامها الرشيق. وفي الأيام اللاحقة، شوهدت الفتاة برفقتهِ حيث اصطحبها إلى مركز التيجاني في عين ماضي، في ولاية الأغواط.  لكن هناك اختلاف بين الروايات حول طبيعة لقاء التيجاني بأوريلي بيكار. فبعض الروايات تشير إلى أن مقدم الزاوية التيجانية، والتي كانت تحت حراسة الضابط بيكار، كان هذا الأخير يصطحب معه ابنته أوريلي أحيانًا إلى مكان عمله. وكانت حينها في العشرين من عمرها تقريبًا، فتعرفت على الشيخ عمار أحمد التيجاني وأخوه، واستفسرت منه عن أسباب اعتقاله، كما كانت تسأله عن الإسلام والعادات والتقاليد الجزائرية. فأعجب بها الشيخ، وعرض عليها الزواج بكل صراحة ووضوح، قائلاً لها: «اسمعي يا ابنتي: إني أقيم في وسط الرمال، في بقعة بعيدة عن المدن ومساكن الناس، تتسلط عليها أشعة الشمس الحارقة، وتهب عليها رياح السموم من كل جانب. فلا شيء هناك مما يحيط بك هنا من أسباب الراحة والتسلية واللهو والمرح. ولكن الشعب الذي يخضع لي شعب شجاع شهم طيب القلب، وقد أحببتك. فهل ترغبين في اللحاق بي إلى هناك، حيث تعيشين بين أبناء قومي تحت الخيام التي لا تستقر أطنابها في مكان؟»، فكان جوابها بكلمة واحدة: «نعم». وتزوجها في بوردو عام 1872 زواجًا كاثوليكيًا وبارك الزواج المطران لافيجري أسقف الجزائر العاصمة.
بعد حوالي سنة من زواج عمار أحمد التيجاني من أوريلي بيكار، عادا معًا إلى الجزائر، حيث أقيمت لهما حفلة خاصة حضرها رجال الدين والتصوف. أعلنوا خلالها أمام الناس أن الزواج تم وفقًا لسنة الله ورسوله، وكتبوا العقد الشرعي. ومع ذلك، يبدو أنه لم يُذكر في العقد أن أوريلي اعتنقت الإسلام، ولكن ما أُعلن عنه هو أن الشيخ أحمد التيجاني طلق زوجاته الأخريات إرضاءً لزوجته الجديدة وأيضًا انصياعًا للقانون الفرنسي الذي لا يبيح تعدد الزوجات. أما عن الحفلة، فقد كانت ذات طابع غربي لم يسبق أن شهدت البلاد مثلها.

### القيادة والتأثير
أقامت أوريلي بيكار بضع سنوات في عين ماضي، لكن نظرًا لأن الزاوية كانت تعج بالناس، قررت بناء قصر كوردان في عين ماضي. وبعد اكتمال البناء عام 1888، انتقلت للإقامة فيه. يقع هذا القصر على بعد حوالي 10 كيلومترات من عين ماضي، وكان يتميز بجمعه بين الطابع الشرقي والغربي، مع لمسة عربية وإسلامية روحانية في أثاثه ومأكله ومشربه. وقد أصبح هذا القصر نواة للحضارة الفرنسية في الصحراء، حيث كان يستقبل الضيوف الفرنسيين الذين كانوا يجدون فيه كل مظاهر الرفاهية التي تضاهي القصور الأوروبية من حيث الأثاث والمأكل والمشرب والمنتزهات.  وصف المؤرخ الفرنسي جين ميليا هذا القصر في كتابه «الأغواط والمنازل المحاطة بالبساتين» قائلاً: «قصر كوردان كريم بضيافته لعابري السبيل، ويعرف بقاعاته الخاصة. اشتهر الطابق السفلي بجدرانه المغطاة بالزرابي الرائعة، حيث يمكن للمرء أن ينام تحت خرير المياه الرنان دون أن ينسى القاعة الشرقية وقاعة الطعام في الطابق الأول، والتي تضاهي فخامتهما القصور الملكية.». وأشاد المستشرق إدموند دوتي، في كتابه "الصلحاء"، بالدور الكبير الذي لعبته هذه المرأة الفرنسية في تحويل منطقة كوردان الصحراوية القاحلة إلى مقر سكني أخضر يشع حضارة ورفاهية.
كان قرار أوريلي بيكار بناء منزلها في منطقة كوردان لتستريح فيه بعد أن شعرت بأنها حامل. وقد غمرت السعادة قلبها وقلب زوجها الشيخ أحمد التيجاني عند علمهما بقدوم المولود. لكن الحظ العاثر أراد أن تتعرض للسم من قبل إحدى زوجات الشيخ السابقة، زهرة، بالتعاون مع والدتها وخادمة أوريلي، مما أدى إلى وضع طفلها في ظروف مأساوية.
لعبت أوريلي بيكار دورًا كبيرًا ومؤثرًا في حياة التيجانيين، حيث استطاعت كسب قلوبهم وأطلقوا عليها لقب «لالة يمينة»، تعبيرًا عن تقديرهم لها. تعلمت اللغة العربية لكي تتمكن من التواصل مع التيجانيين في الجزائر، وعملت جاهدة على تقديم خدمات اجتماعية وإنسانية عديدة. بنت المدارس، فتحت الورشات والعيادات، حفرت الآبار، ووزعت الأراضي الزراعية. كما أولت اهتمامًا خاصًا برعاية الفقراء والمرضى، ونظمت رحلات مع الشيخ أحمد التيجاني لزيارة الطرق الصوفية الأخرى عبر أنحاء البلاد. ولم تتوقف طموحاتها عند هذا الحد، بل حاولت أيضًا استئناف العلاقات التجارية مع مناطق جنوب غاو وتمبكتو. وكان أحد أهم أعمال أوريلي بيكار أثناء زواجها بالشيخ أحمد التيجاني كان تنظيمها وإعادة هيكلتها للزاوية التيجانية في عين ماضي. كان كل شيء يتم تحت إشرافها، حيث بدأت تأثيراتها تظهر في تحسين الحياة اليومية داخل الزاوية. ساهمت بشكل كبير في تعميم مفاهيم النظافة والاستعمال الصحي للأدوات، مما أسهم في ظهور معجزات صحية على يديها. كما قدمت نصائح للمستكشفين الأوروبيين، طلبت أوريي من السلطات الفرنسية بناء مدرسة ابتدائية سنة 1882 واستُقدم مدرس فرنسي لمدينة عين ماضي. وبوفاة محاسب الزاوية تحولت لالة بيكارد إلى المكلف بالمالية وقد لاحظت تراجع في المداخيل ورافقت زوجها في انفاقهِ لجمع الأموال والصدقات والتبرعات. وخططت من جهتها لتطوير أعمال الزاوية، بطريقتها الخاصة.  وبفضلها استعادت الطريقة التيجانية نفوذها الديني الهائل الذي امتد من موريتانيا إلى السودان ومن الجزائر العاصمة إلى النيجر. وبنت قصر كوردان، حيث حكمت كأميرة لمدة ستين عامًا تقريبًا. بالنسبة للسلطات الفرنسية، كانوا يثقون تمامًا في قدرة أوريلي بيكار على تحقيق أهدافهم السياسية. كانوا يرون فيها شخصية قادرة على إبعاد التيجانيين عن دعم ثوار الجنوب الوهراني، وكسر الروابط التي تشكلت بينهم خلال فترة المقاومة ضد الاحتلال الفرنسي. لذلك، اعتمدوا كثيرًا على الدور الذي يمكن أن تلعبه هذه المرأة الفرنسية في المنطقة لتحقيق مصالحهم الاستراتيجية. وأصبح كل شيء يمر من تحت يدها، حتى الفتاوى. ولم يكن زوجها الشاب يملك من أمرهِ شيئًا، إذ كان خاضعاً لها.
ومن بين الفتاوى التي صدرت عنها وبكلام ألقتهُ في أذن زوجها الشاب زعيم الطريقة والهائم في حبها، وكل ذلك طبعا تحت إشراف ودراية المخابرات الفرنسية: أن فرنسا هي «وليّة أمر المسلمين»، وأنها «قَدَرُ الله الذي لا يجوز الاعتراض عليه»، بل يجب الصبر عليه. وصدر عن الشيخ الشاب، فتاوى تحرم قتال الجنود الفرنسيين وأن جهاد فرنسا حرام، وأنه «إلقاء بالنفس إلى التهلكة»، وأن «المجاهدين هم سبب سفك دماء المسلمين بإدخالهم في حرب خاسرة»، لم تمضِ أيام حتى صار هذا الكلام يُتلى في الزوايا الصوفية، وتُحفظ عباراته في المجالس، وكأنها وحي لا يُرد.

### الزواج بالشقيق الخليفة
حتى إذا مات عنها زوجها سنة 1897، تزوجت بشقيقهِ سي البشير التجاني، الوريث الجديد للطريقة، فأطلق عليها الأتباع لقب «زوجة السيدين»، رغم كونها كاثوليكية باقية على دينها ولم تعتنق دين الإسلام. وقد أنعمت عليها فرنسا بوسام "الشرق"، وجاء في بيان المنح أنها كانت تعمل على «تجنيد مريدين من الصوفية يقاتلون في سبيل فرنسا كأنهم بنيان مرصوص في مواجهة أبناء جلدتهم»
وفي ربيع 1899 قام السيد مارتي باسين (Marthe Bassenne) بزيارة لالة أوريلي وقد طلبت منه كتابة سيرتها الخاصة في هذه المملكة الطرقية وكانت نتاج ذلك مؤلف باسم أوريلي بيكار التجاني أميرة الرمال. في عام 1903، مُنحت وسام الاستحقاق الزراعي [الإنجليزية] على جهودها في الصحراء. وفي عام 1906، وعُينت بصفة ضابط بالأكاديمية.

### الوفاء لفرنسا
وبعد بضعة سنوات توفي زوجها الثاني في 9 يونيو 1911 وتولى ابنه علي مهام الطريقة الصوفية. لكن لالة كانت تكره فغادرت عين ماضي إلى الجزائر العاصمة. وعادت إلى قصرها في عام 1914 بطلب من الحاكم العام للجزائر وذلك من أجل تشجيع الشباب العرب للالتحاق بالجيش الفرنسي للدفاع عن فرنسا.
بعدما وضعت الحرب العالمية الأولى أوزارها أقامت بمقاطعة اللورين بين أهلها. ولشكرها على وفائها لفرنسا، الذي مكن فرنسا من السيطرة على منطقة عين ماضي الكبرى تماما دون نزاع مسلح، حازت على وسام صليب جوقة الشرف في مايو 1931 من قبل القائد شومون مورليير.

## التكريم
- وسام جوقة الشرف (1931)
- وسام الاستحقاق الزراعي [الإنجليزية]
- نيشان الافتخار

## الوفاة
تُوفيت أوريلي بيكار بزاوية عين ماضي في 23 أغسطس 1933، عن عمر ناهز 84 سنة.